# Marcus Thuram
Marcus Lilian Thuram-Ulien (* 6. August 1997 in Parma, Italien) ist ein französischer Fußballspieler auf der Position eines Stürmers. Er steht bei Inter Mailand unter Vertrag und spielt für die französische Fußballnationalmannschaft. Thuram ist der älteste Sohn des ehemaligen französischen Nationalspielers und Welt- und Europameisters Lilian Thuram.

## Vereinskarriere
Marcus Thuram wurde im Jahre 1997 in der italienischen Großstadt Parma, wo sein Vater zu diesem Zeitpunkt bei der gerade sehr erfolgreichen AC Parma spielte, als ältester Sohn von Lilian Thuram und dessen erster Frau Sandra geboren. Mit dem 2001 geborenen Khéphren hat er auch noch einen jüngeren Bruder, der ebenfalls als Fußballprofi aktiv ist.
Ab 2007 spielte Marcus Thuram im Nachwuchsbereich von Olympique de Neuilly, einem unterklassigen Klub aus Neuilly-sur-Seine, einem westlichen Vorort von Paris, von 2010 bis 2012 gehörte er der Jugendabteilung des Athletic Club de Boulogne-Billancourt an. Ab 2012 spielte er im Nachwuchs des FC Sochaux. Dort durchlief er bis 2014 die letzten höheren Jugendspielklassen und kam daraufhin ab der Saison 2013/14 zu seinen ersten Einsätzen in der französischen Viertklassigkeit, obwohl er nebenbei auch noch für die U-19-Mannschaft im Einsatz war. In der Reserve von Sochaux absolvierte er zum Saisonende hin am 12. April 2014 sein erstes Herrenpflichtspiel. In der Spielzeit 2014/15 entwickelte er sich zu einem einsatzstarken Spieler, der es auf insgesamt 19 Viertligaeinsätze brachte, obwohl er auch hier nicht immer über die volle Spieldauer am Feld stand. Dabei gelangen ihm über den gesamten Saisonverlauf hinweg auch drei Tore für sein Team, das die Saison in der abermals dichtgestaffelten Endtabelle nur knapp auf einem Nichtabstiegsplatz beendete. Am 20. März 2015 debütierte Marcus Thuram beim 3:0-Erfolg über LB Châteauroux in der Ligue-2-Mannschaft, als er von Olivier Echouafni in der 83. Spielminute für den Stürmer Édouard Butin eingewechselt wurde. Des Weiteren gewann er in diesem Jahr mit der U-19-Mannschaft des Vereins die Coupe Gambardella, den wichtigsten Fußballpokal für französische Jugendvereinsmannschaften. Beim 2:0-Finalsieg über die Jugend von Olympique Lyon erzielte Thuram in Minute 39 das Tor zum 2:0-Endstand.
Ende Juli 2015 unterschrieb Marcus Thuram den ersten Profivertrag in seiner Karriere und sollte somit in die Fußstapfen seines bekannten Vaters treten. In der darauffolgenden Saison kam er zweimal als Einwechselspieler zum Einsatz. In der Saison 2016/17 erhöhte sich seine Einsatzzahl auf 14, wobei er am 29. Oktober 2016 gegen Racing Straßburg sein Debüt in der Startelf gab und am 14. April 2017 gegen den FC Tours sein erstes Tor als Profi erzielte.
Nach der Saison wechselte Thuram zum Erstligisten EA Guingamp, wo er in der folgenden Saison 2017/18 auf Anhieb 32 Spiele bestritt und 3 Tore erzielte. Die nächste Saison 2018/19 schloss Guingamp als Tabellenletzter ab, Thuram spielte aber wieder 32 Partien und erzielte als bester Schütze seines Teams 9 Tore.
Daraufhin verließ er im Juli 2019 den Verein und unterschrieb beim deutschen Bundesligisten Borussia Mönchengladbach einen Vertrag bis zum Jahr 2023. Im ersten Pflichtspiel der Saison erzielte er mit einem Kopfball den 1:0-Siegtreffer über den SV Sandhausen in der 1. Runde des DFB-Pokals. In der Bundesliga war Thuram von Beginn an Stammspieler und erzielte 10 Tore. Eine Verletzung am 31. Spieltag im Auswärtsspiel beim FC Bayern München am 13. Juni 2020 beendete seine Saison vorzeitig. In seinem ersten Jahr absolvierte Thuram bis zu seiner Verletzung alle 39 Pflichtspiele der Borussia und erzielte 14 Tore.
Marcus Thuram zeigte am 29. Spieltag der Bundesligasaison 2019/20 am 31. Mai 2020 im Heimspiel gegen den 1. FC Union Berlin nach seinem Treffer zum 2:0 durch einen in der Presse vielbeachteten Kniefall seine Verbundenheit mit dem durch Polizeigewalt am 25. Mai 2020 in Minneapolis getöteten Afroamerikaner George Floyd. Der Kontrollausschuss des Deutschen Fußball-Bunds (DFB) sah von der Einleitung eines Ermittlungsverfahrens gegen diese und weitere nach seinem Regelwerk verbotenen Aktionen Thurams und Bundesligaspieler anderer Vereine im Zusammenhang mit Floyds Tod ab.
Marcus Thuram wurde bis zu dessen Tod von Mino Raiola als Spielerberater vertreten, einem der erfolgreichsten, zugleich aber auch umstrittensten Berater im Profifußballgeschäft.
Im Dezember 2020 wurde Thuram vom DFB mit einer Sperre von fünf Spielen und einer 40.000 Euro hohen Geldstrafe belegt, nachdem er während eines Pflichtspiels Stefan Posch angespuckt hatte. Deswegen wurde Thuram auch von Borussia Mönchengladbach mit einer Geldstrafe in Höhe eines Monatsgehalts bedacht.
Zur Saison 2023/24 wechselte Thuram nach Italien zu Inter Mailand. Dort erhielt er einen Fünfjahresvertrag.

## Nationalmannschaftskarriere
Am 13. Februar 2014 debütierte Thuram unter Laurent Guyot in der französischen U-17-Nationalmannschaft, mit der er unter anderem die Qualifikation zur U-17-EM 2014 bestritt und dabei in der Eliterunde der Quali zum Einsatz kam. Die Franzosen schafften dabei allerdings nicht die Teilnahme an der Endrunde in Malta und Marcus Thuram wurde bis zum Ende des Jahres in insgesamt vier U-17-Länderspielen, in denen er ein Tor erzielte, eingesetzt. Auch in diesem Jahr debütierte er am 8. Oktober unter Ludovic Batelli für die französischen U-18-Nationalmannschaft, für die er vorwiegend in Freundschaftsspielen eingesetzt wurde und es auf fünf Länderspiele und zwei Treffer, darunter einer bei einem 2:0-Erfolg über die Alterskollegen aus Deutschland, brachte.
Im Juni 2015 wurde das junge Nachwuchstalent von Patrick Gonfalone in das französische Aufgebot bei der U-19-EM in Griechenland geholt. Dort debütierte er am 6. Juli beim ersten Gruppenspiel, einem 1:0-Erfolg über Österreich, als in der 91. Spielminute für Maxwell Cornet, den Assistgeber zum Siegestreffer, eingewechselt wurde. Nachdem er beim zweiten Gruppenspiel gegen die Ukraine nur auf der Ersatzbank gesessen und nicht zum Einsatz gekommen war, stand er beim dritten und letzten Gruppenspiel gegen Griechenland erst gar nicht im französischen Kader. Nach drei Siegen in der Gruppenphase erreichte er mit den Franzosen das Halbfinale der Europameisterschaft, wo die Mannschaft mit 0:2 gegen Spanien ausschied, Thuram wurde dabei in der 90. Minute eingewechselt.
Auch an der U19-Europameisterschaft 2016 in Deutschland nahm Thuram teil. Dieses Turnier gewann die Mannschaft im Finale am 24. Juli 2016 mit einem 4:0 gegen Italien. In dem hochkarätig besetzten Kader um den späteren Weltstar Kylian Mbappé kam Thuram in allen fünf Turnierspielen als Einwechselspieler zum Einsatz.
Bei der U20-Weltmeisterschaft 2017 in Südkorea kam Thuram bei allen vier Spielen zum Einsatz, teilweise von Beginn an. Mit dem 1:0 gegen Vietnam im Gruppenspiel am 25. Mai 2017 erzielte er sein erstes Tor bei einem internationalen Jugendturnier auf diesem Niveau. Frankreich schied im Achtelfinale durch ein 1:2 gegen Italien aus.
Auch an der U-21 Europameisterschaft 2019 in Italien und San Marino nahm Thuram wieder als Spieler der französischen Mannschaft teil. Auch hier kam er in allen vier Spielen, zweimal als Einwechselspieler, zum Einsatz. Das Turnier endete für die Franzosen mit einer 1:4-Niederlage im Halbfinale gegen den späteren Europameister Spanien. Nach diesem Turnier endete Thurams Karriere als Juniorennationalspieler aus Altersgründen.
Im November 2020 berief ihn Nationaltrainer Didier Deschamps erstmals in den A-Kader. Seinen ersten Einsatz in der Équipe Tricolore  hatte er bei der 0:2-Niederlage im Freundschaftsspiel gegen Finnland am 11. November 2020.
Bei der Europameisterschaft 2021 gelangte er mit der französischen Auswahl bis ins Achtelfinale, ehe Frankreich dort gegen die Schweiz im Elfmeterschießen ausschied.
Bei der Weltmeisterschaft 2022 wurde er ebenfalls nominiert und gelangte bis ins Finale. Er wurde unter anderem im Finale eingewechselt, bei dem er Mbappé das Tor zum 2:2 auflegte.

## Erfolge und Auszeichnungen
Nationalmannschaft
- U19-Europameister: 2016
- UEFA-Nations-League-Sieger: 2021

Inter Mailand
- Italienischer Supercupsieger: 2023
- Italienischer Meister: 2024

### Auszeichnungen
- Im September 2019 wurde Marcus Thuram in einer zwischen Fans, Clubs und Experten aufgeteilten Abstimmung zum offiziellen Rookie des Monats der Bundesliga gekürt.[6] Diesen Erfolg konnte er im Oktober und im November wiederholen.[7]
- In der Winterpause der Saison 2019/20 wurde Marcus Thuram in einer Umfrage des Sportmagazins Kicker unter 239 Bundesligaspielern zum Aufsteiger der Hinrunde gewählt.[8]
- In der Saison 2019/20 wurde Marcus Thuram von den Fans von Borussia Mönchengladbach vier Mal zum Spieler des Monats und zum Spieler der Saison gewählt.[2]
- Team des Jahres der Serie A: 2024

## Markenzeichen und Privates
Bei Borussia Mönchengladbach hat Marcus Thuram schon in seinen ersten Spielen einen charakteristischen Siegesjubel erfunden, der schon nach kurzer Zeit viel Beachtung bei den Fans fand. Erst präpariert er eine Eckfahne, indem er ein Trikot oder etwas ähnliches darüber hängt. Oft ist es sein eigenes Trikot, manchmal aber auch das eines erfolgreichen Mitspielers oder auch der Weihnachtspullover des Stadionsprechers. Dann präsentiert er diese Fahne den Fans und feiert anschließend wild schwenkend vor ihnen.
Thuram hört auf den Spitznamen Ticus. Er ist eine Kombination aus der Abkürzung ti für das französische petit (klein) und dem zweiten Teil seines Vornamens, heißt also etwa kleiner Marcus. Der Spitzname kommt noch aus Thurams Jugendzeit, als er mit mehreren Spielern gleichen Vornamens in einem Team spielte. Obwohl der Name für den 1,92 Meter großen Spieler heute nicht mehr passt, hat er ihn, auch für seine Freunde, beibehalten. Auch Torsten Knippertz, der Stadionsprecher im Borussia-Park, kündigte Thuram mit seinem Spitznamen an.
Marcus Thuram ist mit dem französischen Rapper Gradur befreundet.